# 谷口菜月
谷口 菜月（たにぐち なつき、1991年4月8日 - ）は、日本のフリーアナウンサー。元チューリップテレビアナウンサー。大阪府藤井寺市出身。

## 来歴・人物
大阪府立天王寺高等学校理数科、大阪大学外国語学部ベトナム語専攻卒業。大学在学中に今宮戎神社第60代福娘代表を務める。
関西のアナウンススクール、生田教室出身。10社以上のテレビ局を受験し、2014年に最初に内定した富山県のTBS系列局チューリップテレビに入社、 2017年より夕方のニュース番組『N6』を担当。局の方針でアナウンサーでありながら報道記者としても現場を経験し、富山市議会の政務活動費不正問題の取材に携わった。新潟県の糸魚川大火ではJNN取材団として現地に入りリポートした。大学時代にはベトナム語を学んでおり、TBSとベトナム国営テレビ局VTVが共同制作した情報ドキュメンタリー番組『Sắc màu Nhật Bản（英題：The Colors of Japan）』ではベトナム語ナビゲーターを務め、現地で放送された。
2018年3月退社。2018年4月より圭三プロダクションに所属。藤井舞の後任として2019年9月からFMヨコハマで月曜から木曜の午前中のニュースを担当。
趣味はミュージカル鑑賞（特に宝塚歌劇）、美術鑑賞、虫・植物などの自然観察。自宅でヘラクレスオオカブト、スズムシ、アゲハチョウなどの幼虫を飼育し、「Fヨコのファーブル」とも呼ばれていた。2025年3月、横浜市の手話奉仕員養成講座を修了し、手話で基本的な日常会話はできるようになった。
2025年3月31日をもって5年半担当したFMヨコハマのニュースを離れ、圭三プロダクションも退所した。自身のXで、「毎朝3時半に起きて朝のニュースを担当してきて、そろそろライフスタイルを変化させたいと考えておりました。昨年秋より事務所に相談し、どこか1日でもほかの時間帯に入れてもらえないか希望してきましたが、叶いませんでした。」と語っている。FMヨコハマでDJを務める光邦は、「局には何とかひきとめていただきたかった。谷口さんの様なアナウンサーはそうそういません。FMヨコハマにとっては大きな損失です。」とリポストしている。
2025年4月、YouTubeチャンネル「【アナウンサー】谷口菜月のほっこりチャンネル」を開設。

## 短歌
2024年に知人から誘われ短歌を始め、東京、毎日、日経、産経の各新聞の歌壇や『NHK短歌』で入選を重ね、短歌結社コスモスに入会。同年末に毎日歌壇の年間賞に当たる毎日歌壇賞で最優秀賞を受賞した。2025年、第8回若山牧水みなかみ紀行短歌大会で最優秀賞を受賞。
主な作品
- 奄美の山に白い蛍と星が降るわれらは「さよなら」をもつひかり（毎日新聞、伊藤一彦選、特選一席、毎日歌壇賞最優秀賞）[10]
- 想ってるけれど一緒じゃなくていい　そう、散居村のような心で（毎日新聞、伊藤一彦選、特選一席）[11]
- エノコログサの種ほろほろとこぼれ落つ優しく接したつもりだったのに（毎日新聞、伊藤一彦選、特選一席）[12]
- 定年後趣味の増えゆく父つひにメルカリサイトに篠笛を買ふ（毎日新聞、伊藤一彦選、特選二席）[13]
- 低音と高音がゆるし合ひ、やがて朧めく雨の日の噴水（産経新聞、小島ゆかり選、特選一席、「今年の6首」選出）[14]
- いまわれは時の通行人ならむ樹齢二百年の橙のまへ（産経新聞、小島ゆかり選、特選一席）[15]
- ペン先をぽろんと水に落とした日ことし最初の紫陽花がさく（産経新聞、小島ゆかり選、特選一席）[16]
- 唐突にやさしくされると怖いんだ平らに変わるエスカレーター（『NHK短歌』、大森静佳選、入選）[17]
- ゆふばえに駆けゆくひつじ雲の果て永遠はなくさよならさよなら（第8回若山牧水みなかみ紀行短歌大会、最優秀賞）[18]

## 過去の担当番組
- 『N6』（チューリップテレビ）
- 『柴田理恵認定 ゆるゆる富山遺産』（チューリップテレビ）
- 『とやまメモらナイト』（チューリップテレビ）
- 『ITライブ』（ビジネス･ブレークスルー）
- 『マーケティングライブ』（ビジネス･ブレークスルー）
- FMヨコハマ ニュースアナウンサー（FMヨコハマ、2019年9月16日 - 2025年3月31日[19]）

## 著書
- チューリップテレビ取材班『富山市議はなぜ14人もやめたのか　―政務活動費の闇を追う―』岩波書店 2017年（取材班の一員として執筆に参加）